# Obokan most in ločni most
Obokan most in/ali ločni most sta mostni konstrukciji s čelnimi zidovi na vsakem koncu, oblikovani kot ukrivljen lok. Tovrstni mostovi delujejo s prenosom teže mostu in njegovih obremenitev deloma v vodoravni smeri, kjer pritisk zadržita obojestranska čelna zidova. Obokani mostovi so idealen sistem za kamen, opeko in beton. Viadukt (dolg most) je lahko izdelan iz serije obokov ali lokov, čeprav so danes drugačne konstrukcije bolj ekonomične.
Zakrivljena os obokov in lokov se ne glede na material lahko oblikuje kot polkrog, krožni izsek, parabola, elipsa, hiperbola, obrnjena verižnica ali sestavljena krivulja. Kot statični sistem se najpogosteje uporablja vpeti lok za betonske konstrukcije in dvočlenkasti lok za jeklene konstrukcije. Pri starejši mostovih lahko vidimo tudi tročlenkasti lok, s členkom v temenu.

## Zgodovina
Prve loke so gradili v Mezopotamiji pred več kot štirimi tisočletji, a so jih uporabljali le občasno, večinoma za podzemne strukture.
Verjetno najstarejši obstoječi obokan most je most Arkadiko v Mikenah v Grčiji iz okoli 1300 pr. n. št., kamnit nepravi obok, ki ga lokalno prebivalstvo še vedno uporablja. Dobro ohranjen helenističen most Eleutherna ima trikotni nepravi lok.  Iz 4. stoletja pred našim štetjem je brv za pešce v mestu Rodos, ki temelji na zgodnjem voussoir loku.
Čeprav so prave loke poznali že Etruščani in stari Grki, so bili Rimljani – kot pri oboku in kupoli – prvi, ki so v celoti uresničili potencial loka pri gradnji mostov.  Seznam rimskih mostov, ki ga je zbral inženir Colin O'Connor obsega 330 rimskih kamnitih mostov za promet, 34 rimskih lesenih mostov in 54 rimskih akvaduktov, velik del še vedno stoji in se celo uporabljajo za prevoz vozil. Bolj popoln pregled je izdelal italijanski učenjak Vittorio Galliazzo, ki je našel 931 rimskih mostov, večinoma iz kamna, v kar 26 različnih državah (vključno z nekdanjo Jugoslavijo).
Rimski ločni mostovi so bili običajno polkrožni, so pa številni tudi mostovi s segmentnim lokom (kot most Alconétar), kjer je lok manjši kot polkrog. Prednosti mostov s segmentnim lokom so, da je dovoljena le količina poplavne vode, ki jo ta lahko prepušča in s tem prepreči  porušitev med poplavami, most sam pa je bolj lahek.  Večina rimskih mostov ima primarni lok s klinastim kamnom (voussoirs) v enaki velikosti in obliki. Rimljani so zgradili tako objekte s posameznim razponom in dolge objekte z več loki, kot sta akvadukta Pont du Gard ali Segovia. Njihovi mostovi od zgodnjega časa dalje imajo poplavne odprtine v stebrih, npr. Pons Fabricius v Rimu (62 pr. n. št.), ki je med najstarejšimi velikimi mostovi, ki še vedno stoji.
Rimski inženirji so bili prvi in do industrijske revolucije edini graditelji mostov iz betona, ki se je imenoval Opus caementicium. Zunaj je običajno prekrit z opeko ali klesanim kamnom, kot most Alcantara.
Rimljani so uvedli tudi mostove s segmentnim lokom. 330 m dolg most Limyra v jugozahodni Turčiji ima 26 segmentnih lokov s povprečnim razmerjem razpon-do-višina 5,3: 1, ki daje mostu nenavadno vodoravno krivuljo neprekosljivo že več kot tisočletje. Trajanov most čez Donavo je imel palične lesene segmentne loke (ki so stali na 40 m visokih betonskih stebrih). To naj bi bil najdaljši ločni most za tisoč let, tako v smislu celotne dolžine kot posameznega razpona, medtem ko je najdaljši rimski most dolg 755 m Puente Romano v Méridi in je še vedno v obratovanju. Rimski Karamagara most v Kapadokiji morda predstavlja najstarejši ohranjen most z zašiljenim lokom.
V srednjeveški Evropi so graditelji mostov izboljšali rimske strukture s pomočjo ožjih stebrov, tanjših sodčkastih lokov in nižjega razmerja razpon-višina. Gotski šiljasti loki so tudi zmanjšali stranske pritiske in razponi so se lahko povečali, kot na primer z ekscentričnim Pont del Diable (1282) v Kataloniji.
V 14. stoletju so mostovi dosegli nove višine. Razpon 40 m, ki prej v zgodovini gradnje zidanega loka ni bil mogoč, so zdaj dosegli v krajih, tako raznolikih kot v Španiji (Most San Martin), Italiji (most Castelvecchio v Veroni) in v Franciji (Pont du Diable (Céret) in Pont Grand) in z loki različnih vrst, kot so polkrožni, zašiljeni in segmentnih loki. Most pri Trezzo Sull'Adda, uničen v 15. stoletju, je imel celo razpon 72 m, ki ni bil presežen do 1796  
Največja razpona ločnih kamnitih mostov in mostov iz nearmiranega betona sta bila dosežena na kamnitem železniškem mostu čez Sočo v Solkanu, Slovenija (85 m), zgrajenem v letih 1900–1910 in na cestnem mostu v Plauenu čez dolino Syratal v Nemčiji (90 m), ki ima lok iz nearmiranega betona.
Konstrukcije, kot so priznani firenški segmentni lok mostu Ponte Vecchio (1345), so kombinacija inženiringa (razmerje razpon/višina preko 5,3 do 1) in estetske privlačnosti. Trije elegantni oboki renesančnega Ponte Santa Trinita (1569) predstavljajo na svetu najstarejši eliptični ločni most. Tako nizka struktura  je potrebovala masivne opornike, ki, kot na beneškem mostu Rialto in Fleischbrücke v Nurembergu (razmerje razpon/višina 6,4: 1) zahtevajo na tisoče lesenih kolov, delno zabitih poševno za učinkovitejše preprečevanje stranskih pritiskov.
Na Kitajskem je najstarejši obstoječi ločni most Zhaozhou iz leta 605, ki v kombinaciji z zelo nizkim razmerjem razpon/višina 5,2: 1 in z uporabo ločnih spandril (podprt z železnimi nosilci). Most Zhaozhou, z dolžino 51 m in razponom 37 m je prvič na svetu most v celoti kamnit s spandrilami in segmentnim lokom, ki omogoča večji prehod v primeru poplavne vode. Mostovi perforirani s spandrilami stojijo po vsem svetu, kot na primer na Kitajskem (Anji most, 7. stoletje), v Grčiji (most Arta, 17. stoletje) in v Walesu (most Cenarth, 18. stoletje).
V novejšem času so nekateri gradbeni inženirji še vedno gradili kamnite in opečne loke, vključno Thomas Telford, Isambard Kingdom Brunel in John Rennie. Ključni pionir je bil Jean-Rodolphe Perronet, ki je uporabljal veliko ožje stebre, popravljene metode izračuna in izjemno nizka razmerja razpetina/višina. Pri gradnji ločnih mostov so uporabljali različne materiale, kot so lito železo, jeklo in beton.
Sodobni ločni mostovi se gradijo iz armiranega betona, jekla in s sovprežnim prerezom za razpone od 50 do 500 m, nadločne konstrukcije pa iz armiranega  in prednapetega betona ali sovprežne konstrukcije. Ločni mostovi so zelo primerni za premoščanje globokih dolin in v skalnatem terenu.

## Preprosti ločni mostovi
Kamen, opeka in drugi takšni materiali so močni na pritisk in le nekoliko na strig, slabo pa prenašajo nateg. Zato so zidani ločni mostovi namenjeni za konstrukcije, ki so, kolikor je mogoče pod tlakom. Vsak lok je zgrajen nad začasnim podpornim odrom oziroma opažem. V prvih tlačnih ločnih mostovih je temeljni kamen v sredini mostu nosil težo preostalega mostu. Več teže dane na most, močnejša je postala struktura. Zidani ločni mostovi so bili nad obokom napolnjeni z raznim materialom (tudi ruševinami), da so povečali to mrtvo težo na mostu in preprečili napetosti, ki se pojavljajo v obroču loka. Drugi materiali, ki so bili uporabljeni za gradnjo tovrstnih mostov je bila opeka in nearmirani beton. Za lice so uporabljali zidarsko klesane kamne da so zmanjšali strižne sile. Kjer so uporabljali naključne, nerazrezane kamne, so jih skupaj zvezali z malto in šele nato odstranili oder/opaž.
Tradicionalni zidani loki so trpežni. Glede na sodobne alternative so ti mostovi zelo težki in zahtevajo obsežne temelje. So tudi dragi, kjer so stroški dela visoki.

## Kamniti obokani mostovi
Razlikujemo kamnite mostove z eno odprtino in temeljema, vpetima v skalno podlago in kamnite mostove z več enakimi ali različnimi odprtinami. Ker v preteklosti niso poznali globokega temeljenja, so bili od vode izpodjedeni temelji najpogostejši vzrok poškodbam in porušitvam.

## Tipi ločnih/obočnih mostov

### Nepravi obok
- Nepravi obok zgrajen iz kiklopskih kamnov, most Arkadiko, Grčija
- Nepravi obok v obliki enakokrakega trikotnika, podpira grški most Eleutherna
- Prikaz zidanja nepravega oboka
- Nepravi obok iz rezanega kamna v ločni obliki

Most iz nepravega oboka je zidan ali kamnit most, kjer je vsaka višja vrsta kamna nekoliko konzolno pomaknjena navznoter od predhodne vrste. Nazobčan rob, ki lahko nastane, se lahko obreže, da lok dobi zaobljeno obliko. Nepravi obok ne proizvaja pritiska na dnu loka, zato se ne šteje za pravi lok. Zato je tudi zelo stabilen. Pomanjkljivost je, da ta vrsta loka ni primerna za velike razpone.

### Akvadukti in viadukti na kanalih
- Rimski most Pont-Saint-Martin
- Trinadstropni rimski akvadukt Pont du Gard
- Rimski segmentni obok most blizu Limyre

Na nekaterih mestih je potrebno premostiti veliko vrzel na razmeroma visoki višini, kot ko mora dolino premostiti kanal ali vodovod. Namesto izgradnje zelo velikega loka ali zelo visokih podpornih stebrov (težko uporabljati kamen), se zgradi serija ločnih struktur druga na vrhu druge, s širšimi podporami na dnu. Rimski inženirji so razvili zasnovo in izdelali zelo imenitne strukture in uporabljali samo enostavne materiale, opremo in matematiko. Ta tip se še vedno uporablja pri izgradnji kanalskih viaduktov in cest, saj ima prijetno in okolju prijazno obliko.

### Ločni most z nadločno konstrukcijo
- Most Grosvenor (Chester), ločni most z zaprtim spandrilom
- Most Alexander Hamilton, ločni most z nadločno kontrukcijo
- Most čez potok Galena, ločna integralna konstrukcija

Ta vrsta mostu je sestavljena iz loka in nadločne konstrukcije. Območje med lokom in krovom je znano kot spandrila. Če je spandrila zaprta, kar je običajno pri zidanem ali kamnitem mostu, se most imenuje ločni most z zaprtim spandrilom. Če je krov podprt z vertikalnimi stebri, ki se dvigajo iz loka, se most imenuje ločni most z odprtim spandrilom. Primer je most Alexander Hamilton čez reko Harlem v New Yorku ali Krški most na otok Krk, Hrvaška. 
Če lok podpira krov samo na vrhu loka, se most imenuje integralna ločna konstrukcija (primer viadukt Radlje, Radlje ob Dravi, Slovenija).
Nadločna konstrukcija in lok ležita nad krovom voziščne konstrukcije. Osrednji del krova podpira lok preko obešalnih kablov ali veznih palic. Konca mostu sta lahko podprta od spodaj. Vsak del podprt z lokom spodaj ima lahko spandrile, ki so zaprte ali odprte.
Sydneyjski pristaniški most je ločni most, pri katerem je lok nad voziščno konstrukcijo.
.
Znan tudi kot tetivni lok; nadločna konstrukcija in lok sta približno na tretjini razpona loka združena v konstruktivno in vizualno celoto. Krov je glede na lego v loku delno obešen delno podprt.

## Statični sistemi obokanih in ločnih mostov
Z razvojem armiranega betona in potreb po večjih razponih so se spremenile tudi konstrukcijske lastnosti obokanih in ločnih mostov. Kamnite masivne konstrukcije so zamenjali loki pravokotnega prereza z lahko nadločno konstrukcijo, sestavljeno iz stebrov in prekladne konstrukcije. Kot statični sistem poznamo naslednje oblike:<re>Milenko Pržulj, Mostovi, Beletrina, 2015, ISBN 978-961-284-085-3</ref>
- Vpeti lok – za razpone od 40 do 400 m
- Elastično vpeti lok – za razpone 40 do 150 m
- Kontinuirni vpeti lok – za razpone 60 do 200 m
- Kontinuirni betonski oboki manjših razponov na visokih stebrih – za razpone 20 do 50 m
- Dvočlenkasti loki – za razpone80 do 500 m
- Tročlenkasti loki – za razpone 60 do 200 m
- Vpeti loki s spuščenim voziščem – za razpone 100 do 300 m
- Dvočlenkasti loki s spuščenim voziščem – za razpone 100 do 300 m
- Dvočlenkasti ločni zidovi – za razpone 40 do 100 m
- Greda ojačena z vitkim lokom (Langerjeva greda) – za razpone 80 do 200 m
- Lok z zatego – za razpone 80 do 200 m
- Lok z zatego in poševnimi vešalkami (Nielsonov lok) – za razpone 100 do 250 m

V praksi so vpeti loki armiranobetonske konstrukcije, dvočlenkasti loki pa jeklene ali sovprežne konstrukcije. Loki s členkom v temenu se praktično ne uporabljajo več, ker so manj trajni.
Rešitve nadločnih konstrukcij se spreminjajo s povečevanjem razponov.

## Galerija
- Puente del Diablo (Martorell) v Španiji
- Pozno srednjeveški Krämerbrücke z dvema vrstama hiš
- Ponte Santa Trinita, Firence, Prvi most z eliptičnim lokom
- Most Fredrikstad v Fredrikstadu, Norveška
- Most Chaotianmen v Chongqingu, Kitajska, najdaljši ločni most na svetu.
- Most v Arti v Grčiji
- Po US standardih[16] je ta italijanski most iz cevi določen kot ločni most
- Garabit viadukt je iz kovanega železa.